# Gobernación de Piotrków
La gobernación de Piotrków (en ruso: Петроковская губерния; en polaco: gubernia piotrkowska) fue una unidad administrativa (gubernia) del Zarato de Polonia. Su capital era la ciudad de Piotrków Trybunalski.

## Historia
Fue creada en 1867, formada de partes de las gobernaciones de Radom y de Varsovia. Constaba de los distritos (uyezd) de Będzin, Częstochowa, Radomsko y Łódź.

## Lengua
Por el censo imperial de 1897. En negrita están marcadas las lenguas habladas por más personas que la lengua estatal.
| Lengua                                     | Número    | Porcentaje (%) | Hombres | Mujeres |
| ------------------------------------------ | --------- | -------------- | ------- | ------- |
| Polaco                                     | 1 011 928 | 72.07          | 497 412 | 514 516 |
| Yidis                                      | 213 562   | 15.21          | 104 914 | 108 648 |
| Alemán                                     | 148 765   | 10.59          | 72 445  | 76 320  |
| Ruso                                       | 19 232    | 1.36           | 14 938  | 4 294   |
| Checo                                      | 4 987     | 0.35           | 2 563   | 2 424   |
| Ucraniano                                  | 2 723     | 0.19           | 2 622   | 101     |
| Otros                                      | 2 614     | 0.18           | 2 153   | 461     |
| Personas que no nombraron su lengua nativa | 90        | >0.01          | 49      | 41      |
| Total                                      | 1 403 901 | 100            | 697 096 | 706 805 |

## Notas y referencias

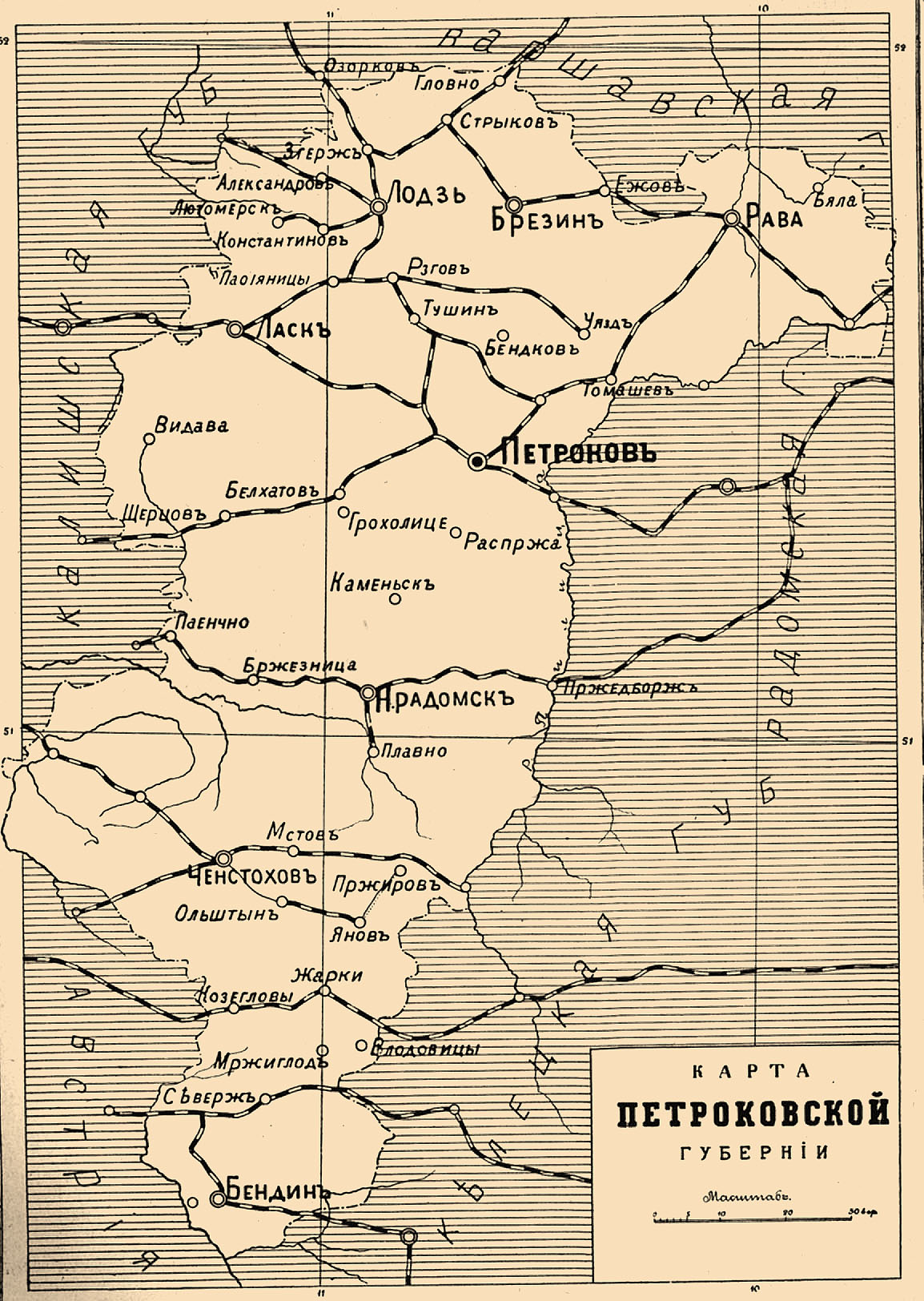
Mapa de la gubernia.